# Ateuchus solisi
Ateuchus solisi là một loài bọ cánh cứng trong họ Bọ hung (Scarabaeidae).